# Venus (sång)
För andra betydelser, se Venus (olika betydelser).
Venus är en poplåt komponerad av holländaren Robbie van Leeuwen. Den spelades in 1969 av gruppen Shocking Blue, och utgavs i juli samma år i hemlandet Nederländerna. Den blev några månader senare populär i flera europeiska länder och 1970 nådde den förstaplatsen på Billboard Hot 100-listan i USA, där den också sedermera sålde guld.
Shocking Blues version av låten har även förekommit i filmer och TV-serier så som Gamla gubbar – nu ännu grinigare (1997), Remember the Titans (2000) och The Queen's Gambit (2020).
Låten har senare spelats in av många artister. Störst framgång fick gruppen Bananarama, som hade en hit med låten 1986.

## Listplaceringar, Shocking Blue

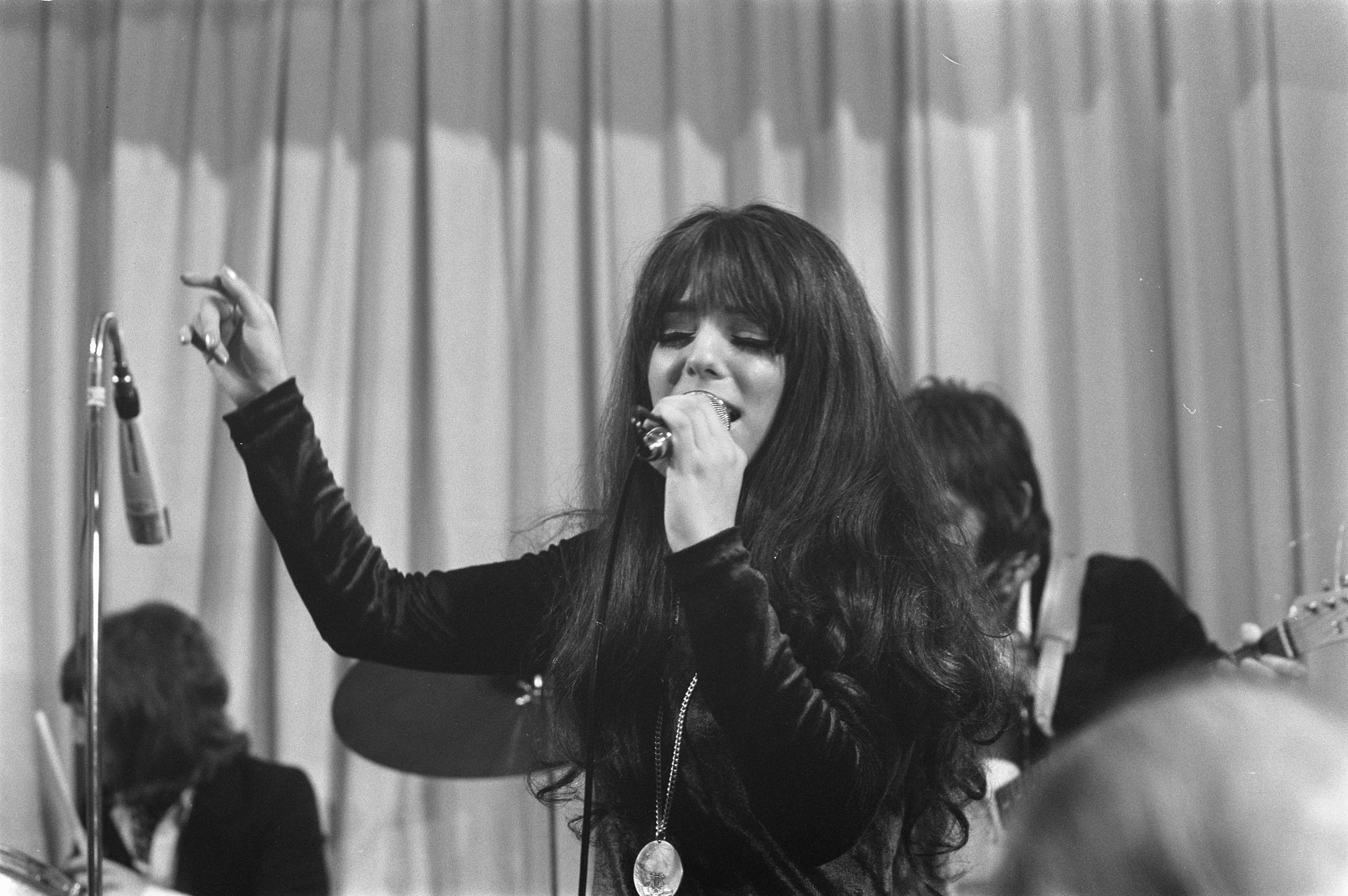
Mariska Veres, låtens sångare 1970.

| Lista (1969-1970) | Topplacering          |
| ----------------- | --------------------- |
| Australien        | 1 (Go Set)            |
| Finland           | 4                     |
| Flandern          | 1                     |
| Frankrike         | 1 (SNEP)              |
| Irland            | 10                    |
| Kanada            | 1 (RPM)               |
| Nederländerna     | 2                     |
| Norge             | 2 (VG-lista)          |
| Nya Zeeland       | 1 (NZ Listner)        |
| Schweiz           | 1                     |
| Storbritannien    | 8                     |
| Sverige           | 1 (Kvällstoppen)      |
| USA               | 1 (Billboard Hot 100) |
| Vallonien         | 1                     |
| Västtyskland      | 2                     |
| Österrike         | 2                     |